# آماندا کارتر
آماندا کارتر (انگلیسی: Amanda Carter؛ زادهٔ ۱۶ ژوئیهٔ ۱۹۶۴) بازیکن بسکتبال با ویلچر پارالمپیک استرالیایی است. او که در سن ۲۴ سالگی مبتلا به میلیت عرضی تشخیص داده شد، بازی بسکتبال با ویلچر را در سال ۱۹۹۱ آغاز کرد و در تیم ملی بسکتبال با ویلچر زنان استرالیا، گلایدر، در سه بازی پارالمپیک از سال ۱۹۹۲ تا ۲۰۰۰ شرکت کرد. مصدومیت در سال ۲۰۰۰ او را مجبور به کناره گیری از این ورزش کرد. اما او در سال ۲۰۰۹ به تیم ملی بازگشت و عضو تیمی بود که نماینده استرالیا بود و در پارالمپیک ۲۰۱۲ لندن مدال نقره را کسب کرد.
کارتر به دلیل آسیب دیدگی در سال ۲۰۰۰، تحرک قابل توجهی را در بازوی راست خود از دست داد و نیاز به بازسازی آرنج داشت. او ۱۱ هفته را روی یک دستگاه حرکت غیرفعال مداوم گذراند و ۹ عمل برای درمان آرنج مورد نیاز بود. پس از بازگشت خود در سال ۲۰۰۸، او برای Dandenong Rangers در لیگ ملی بسکتبال با ویلچر زنان استرالیا (WNWBL) بازی کرد، تیمی که قبل از مصدومیت در آن بازی کرده بود. در آن سال او جایزه بهترین بازیکن را دریافت کرد و با ارزش‌ترین بازیکن (MVP) در رده‌بندی معلولیت ۱ امتیازی خود در WNWBL انتخاب شد و در لیست All Star Five لیگ قرار گرفت. رنجرز در سال‌های ۲۰۱۱ و ۲۰۱۲ عناوین WNWBL را پشت سر هم به دست آورد، و او دوباره به عنوان نشانگر WNWBL MVP 1 و در سال ۲۰۱۲ به عنوان All Star Five لیگ انتخاب شد.